# Oschiri
Oschiri là một đô thị ở tỉnh Sassari trong vùng Sardegna, có khoảng cách khoảng 170 km về phía bắc của Cagliari và cách khoảng 40 km về phía tây nam của Olbia. Tại thời điểm ngày 31 tháng 12 năm 2004, đô thị này có dân số 3.696 người và diện tích là 215,5 km².
Đô thị Oschiri có các frazione (đơn vị cấp dưới) San Leonardo.
Oschiri giáp các đô thị: Alà dei Sardi, Berchidda, Buddusò, Ozieri, Pattada, Tempio Pausania, Tula.